# The Winter Wake
Albums de Elvenking
Wyrd
(2004) The Scythe
(2007)
The Winter Wake est le troisième album studio du groupe de Folk/Power metal italien Elvenking. L'album est sorti le 27 janvier 2006 sous le label AFM Records. C'est le premier album du groupe qui a connu une promotion considérable, la chanson "Trow's Kind" était incluse sur plusieurs albums de compilation avant la publication officielle du CD.
C'est le premier album du groupe enregistré sans le guitariste Jarpen dans la formation en tant que musicien officiel. En effet, il enregistre en tant que musicien de session, à la suite de son départ de Elvenking.

## Style de l'album
L'album est composé de chansons folkloriques tranquilles tel que "Swalloutail", de chansons enracinées dans le power metal telles que "Devil's Carriage", mais aussi de chansons qui contiennent des éléments de death metal ou thrash metal tel que "The Winter Wake", dans laquelle le groupe est soutenu par Schmier, le chanteur de Destruction. L'album est ainsi une liaison entre les premiers albums plus acoustiques et folkloriques et le prochain album beaucoup plus métallique et agressif, et contient ainsi une grande variabilité de styles.

## Liste des morceaux
1. Trows Kind – 5:57
2. Swallowtail – 4:26
3. The Winter Wake – 4:19
4. The Wanderer – 4:54
5. March of Fools – 5:46
6. On the Morning Dew – 3:30
7. Devil's Carriage – 4:04
8. Rats are Following – 4:37
9. Rouse Your Dream – 4:48
10. Neverending Nights – 7:01
11. Disillusion's Reel – 2:19
12. Penny Dreadful – 3:11 (reprise de Skyclad, chanson bonus en Europe)
13. Petalstorm – 4:49 (chanson bonus au Japon)

Les éditions limitées contiennent également une courte documentation sur la création de l'album qui est incluse sur les CD-ROM.

## Musiciens
- Damnagoras –chant, guitare sur le titre Neverending Nights
- Aydan – guitare, chant
- Gorlan – basse
- Elyghen – violon, claviers
- Zender – batterie

### Musiciens de session
- Schmier – chant sur le titre The Winter Wake
- Nino Laurenne – guitare sur le titre Trows Kind
- Jarpen – guitare sur le titre The Winter Wake
- Pauline Tacey – chant féminin sur le titre March of Fools et Disillusion's Reel
- Laura De Luca – chant sur le titre On the Morning Dew
- Isabella "Whisperwind" Tuni – chant féminin sur le titre Trows Kind
- Umberto Corazza – flute

### Chœurs
- Pauline Tacey
- Laura De Luca
- Giada Etro
- Isabella Tuni
- Claudio Coassin
- Damnagoras
- Aydan
- Elyghen

### Quatuor à cordes arrangé par Elyghen
- Eleonora Steffan – violin
- Attilio Zardini – violin
- Elyghen – viola
- Marco Balbinot – cello